# Tour préliminaire à la Coupe d'Asie des nations de football 1980
Cette page présente le tour préliminaire à la Coupe d'Asie des nations 1980.
Dix-huit pays affiliés à l'AFC s'engagent dans la 7e édition de la Coupe d'Asie des nations. L'Iran, tenant du titre et le Koweït, pays hôte du tournoi final, sont directement qualifiés et ne dispute pas ces éliminatoires.

Ce tour préliminaire concerne donc 18 équipes asiatiques, réparties en 4 groupes géographiques. Les 2 meilleures équipes de chaque groupe sont qualifiées pour la phase finale au Koweït.

## Groupe 1:SyrieetÉmirats arabes unis
- Tournoi à Abou Dabi aux Émirats arabes unis :

| Rang | Équipe              | Pts | J | G | N | P | Bp | Bc | Diff |  | Résultats           |  |     |     |     |
| ---- | ------------------- | --- | - | - | - | - | -- | -- | ---- |  | ------------------- |  | --- | --- | --- |
| 1    | Syrie               | 5   | 3 | 2 | 1 | 0 | 2  | 0  | +2   |  | Syrie               |  | 0-0 | 1-0 | 1-0 |
| 2    | Émirats arabes unis | 4   | 3 | 1 | 2 | 0 | 2  | 0  | +2   |  | Émirats arabes unis |  |     | 0-0 | 2-0 |
| 3    | Liban               | 3   | 3 | 1 | 1 | 1 | 2  | 1  | +1   |  | Liban               |  |     |     | 2-0 |
| 4    | Bahreïn forfait     | 0   | 3 | 0 | 0 | 3 | 0  | 5  | -5   |  | Bahreïn forfait     |  |     |     |     |

Le Bahreïn abandonne la compétition lors du premier match face à la Syrie, le score était de 1-0 pour la Syrie, score validé par l'AFC. Les 2 autres matchs de Bahreïn sont donnés comme perdus sur le score de 2 à 0.

## Groupe 2:QataretBangladesh
Tournoi organisé à Dacca au Bangladesh :
| Rang | Équipe      | Pts | J | G | N | P | Bp | Bc | Diff |  | Résultats   |     |     |     |
| ---- | ----------- | --- | - | - | - | - | -- | -- | ---- |  | ----------- | --- | --- | --- |
| 1    | Qatar       | 7   | 4 | 3 | 1 | 0 | 10 | 2  | +8   |  | Qatar       |     | 1-1 | 3-0 |
| 2    | Bangladesh  | 4   | 4 | 1 | 2 | 1 | 7  | 8  | -1   |  | Bangladesh  | 0-4 |     | 4-1 |
| 3    | Afghanistan | 1   | 4 | 0 | 1 | 3 | 4  | 11 | -7   |  | Afghanistan | 1-2 | 2-2 |     |

## Groupe 3:Corée du NordetMalaisie
- Tournoi à Bangkok en Thaïlande :

Matchs d'allocation des 2 groupes préliminaires :
- Groupe A : Vainqueurs des matchs 2 et 3 et vaincu du match 1
- Groupe B : Singapour, vainqueur du match 1 et vaincus des matchs 2 et 3

| Match | Équipe 1      | Résultat | Équipe 2  |
| ----- | ------------- | -------- | --------- |
| 1     | Thaïlande     | 3-1      | Indonésie |
| 2     | Malaisie      | 3-1      | Sri Lanka |
| 3     | Corée du Nord | 3-0      | Hong Kong |
| 4     | Singapour     | exempté  |           |

### Groupe 3-A
| Rang | Équipe        | Pts | J | G | N | P | Bp | Bc | Diff |  | Résultats     |  |     |     |
| ---- | ------------- | --- | - | - | - | - | -- | -- | ---- |  | ------------- |  | --- | --- |
| 1    | Malaisie      | 3   | 2 | 1 | 1 | 0 | 5  | 2  | +3   |  | Malaisie      |  | 1-1 | 4-1 |
| 2    | Corée du Nord | 3   | 2 | 1 | 1 | 0 | 4  | 2  | +2   |  | Corée du Nord |  |     | 3-1 |
| 3    | Indonésie     | 0   | 2 | 0 | 0 | 2 | 2  | 7  | -5   |  | Indonésie     |  |     |     |

### Groupe 3-B
| Rang | Équipe    | Pts | J | G | N | P | Bp | Bc | Diff |  | Résultats |  |     |     |     |
| ---- | --------- | --- | - | - | - | - | -- | -- | ---- |  | --------- |  | --- | --- | --- |
| 1    | Thaïlande | 6   | 3 | 3 | 0 | 0 | 9  | 0  | +9   |  | Thaïlande |  | 1-0 | 4-0 | 4-0 |
| 2    | Hong Kong | 4   | 3 | 2 | 0 | 1 | 8  | 2  | +6   |  | Hong Kong |  |     | 5-0 | 3-1 |
| 3    | Sri Lanka | 2   | 3 | 1 | 0 | 2 | 4  | 9  | -5   |  | Sri Lanka |  |     |     | 4-0 |
| 4    | Singapour | 1   | 3 | 0 | 0 | 3 | 1  | 11 | -10  |  | Singapour |  |     |     |     |

#### Tableau final
|  | Demi-finales    | Demi-finales  |                        |   | Finale | Finale |
|  | Demi-finales    | Demi-finales  |                        |   | Finale | Finale |
|  |                 |               |                        |   |        |        |
|  |                 |               |                        |   |        |        |
|  |                 |               |                        |   |        |        |
|  | Malaisie t.a.b. | 0 (5)         |                        |   |        |        |
|  | Malaisie t.a.b. | 0 (5)         |                        |   |        |        |
|  | Hong Kong       | 0 (4)         |                        |   |        |        |
|  | Hong Kong       | 0 (4)         | Malaisie               | 0 |        |        |
|  |                 |               | Malaisie               | 0 |        |        |
|  |                 | Corée du Nord | 1                      |   |        |        |
|  | Corée du Nord   | Corée du Nord | 1                      | 1 |        |        |
|  | Corée du Nord   |               |                        | 1 |        |        |
|  | Thaïlande       | 0             |                        |   |        |        |
|  | Thaïlande       | 0             | Match pour la 3e place |   |        |        |
|  |                 |               |                        |   |        |        |
|  |                 |               |                        |   |        |        |
|  |                 |               |                        |   |        |        |
|  | Hong Kong       | 2             |                        |   |        |        |
|  | Hong Kong       | 2             |                        |   |        |        |
|  | Thaïlande       | 1             |                        |   |        |        |
|  | Thaïlande       | 1             |                        |   |        |        |

La Corée du Nord et la Malaisie qualifiées pour le tournoi final.

## Groupe 4:Corée du SudetChine
- Tournoi à Manille aux Philippines :

| Rang | Équipe       | Pts | J | G | N | P | Bp | Bc | Diff |  | Résultats    |  |     | Macao |     |
| ---- | ------------ | --- | - | - | - | - | -- | -- | ---- |  | ------------ |  | --- | ----- | --- |
| 1    | Corée du Sud | 6   | 3 | 3 | 0 | 0 | 10 | 1  | +9   |  | Corée du Sud |  | 1-0 | 4-1   | 5-0 |
| 2    | Chine        | 4   | 3 | 2 | 0 | 1 | 5  | 2  | +3   |  | Chine        |  |     | 2-1   | 3-0 |
| 3    | Macao        | 2   | 3 | 1 | 0 | 2 | 4  | 7  | -3   |  | Macao        |  |     |       | 2-1 |
| 4    | Philippines  | 0   | 3 | 0 | 0 | 3 | 1  | 10 | -9   |  | Philippines  |  |     |       |     |

## Qualifiés
- Syrie
- Émirats arabes unis
- Qatar
- Bangladesh
- Corée du Nord
- Malaisie
- Corée du Sud
- Chine

+ Iran (tenant du titre) et Koweït (pays-hôte)